# Gloria (álbum de Umberto Tozzi)
Gloria es el título del cuarto álbum del cantante italiano Umberto Tozzi del año 1979.
Al final de la década de los '70, Tozzi alcanza el éxito a nivel mundial, llegando incluso a Hispanoamérica, siendo interpretado además por el Grupo infantil Parchís en 1980 que lo popularizó en Hispanoamérica y posteriormente en 1982 la cantante Laura Branigan, interpreta la canción Gloria de este álbum.

## El disco
Este álbum fue bien recibido en su época por canciones como: Qualcosa qualcuno, Gloria, Alleluia Se y Mamma Maremma. Llegando a ser un gran éxito entre el público hispanohablante la canción homónima al álbum y que se volvería en un éxito a nivel mundial por la versión en inglés de 1982.

## Lista de canciones
LADO A
1. Gloria - 5:06
2. Qualcosa qualcuno - 4:31
3. Non va che volo - 4:35
4. Alleluia se - 5:12

LADO B
1. Mamma Maremma - 3:24
2. Valzer - 4:13
3. Notte chiara - 4:16
4. Fatto così - 4:26
5. Può darsi - 3:57